# 頂底

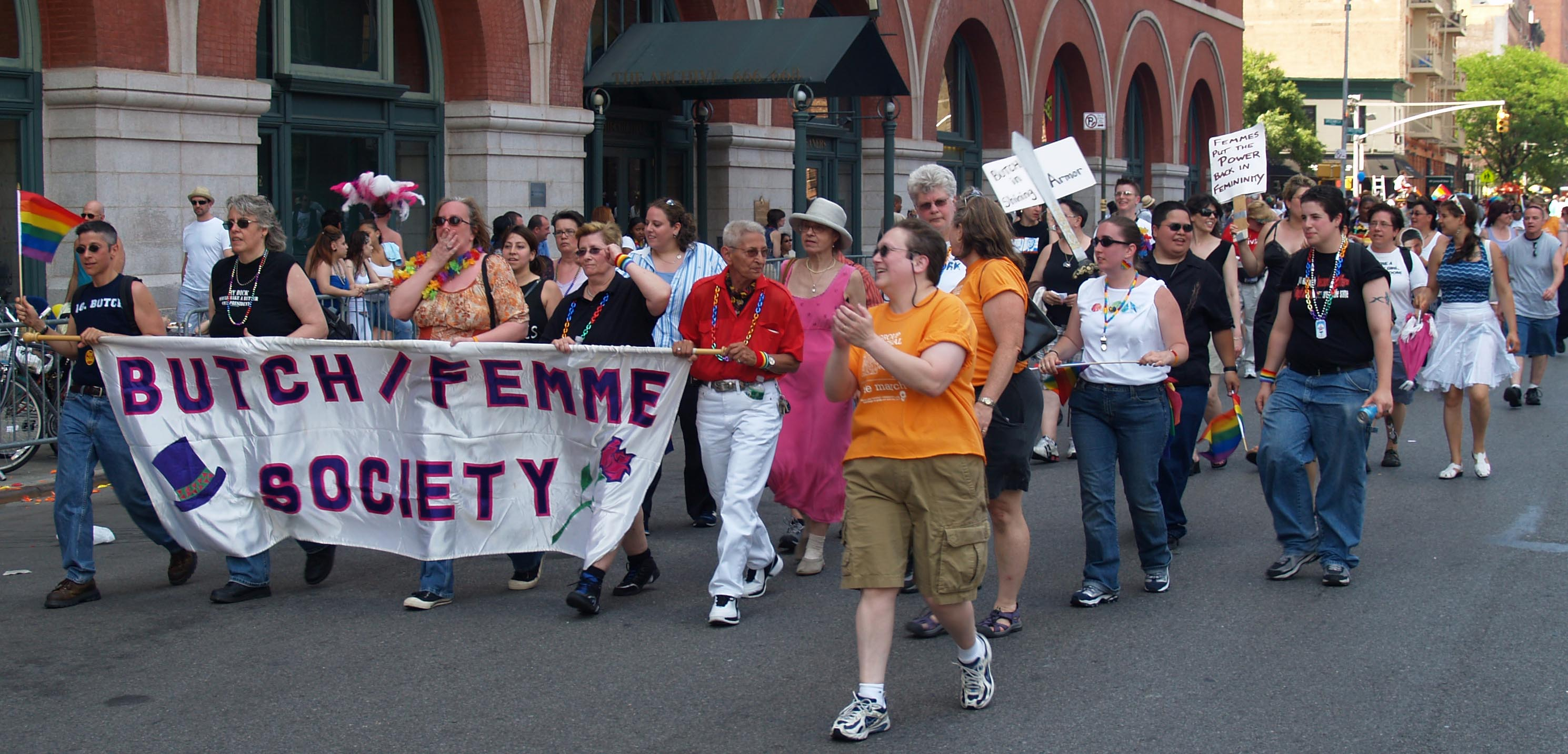
女同性恋者的顶底社会游行，拍摄于2007年的纽约市骄傲游行

在女同性恋亚文化中，頂（T）、底（P）是用来赋予或承认男性化、女性化身份及其相关特征、行为、风格、自我认知等的术语。这些术语是在20世纪的女同性恋群体中创立的，这一概念被称为“组织性关系、性别和性身份的方式”。同时“顶底”不是女同性恋角色分类的唯一形式，因为有许多女性介于两者之间，也就是不分（H）。

## 性行为

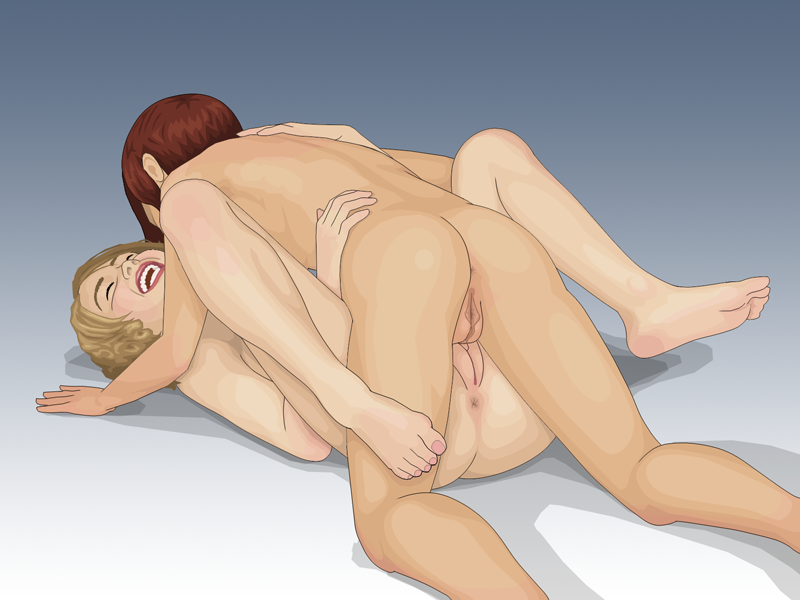
位于上方的女性被称之为“頂”；而位于下方的女性则被称之为“底”。

在女女性行为中，「頂」（T）、「底」（P）和「不分」（H）也可以用于描述性行为中的位置，特别是女女性行为的摩陰中。T通常是摩陰中的主動方，而P则往往是被動方；H则是既可以主動也可以被動。需要注意的是，这些术语可能属于自我概念中的一部分，表明一个人的喜好；但更有可能仅仅只是表示一个人在性行为中的性身份。
需要注意的是，頂和底与BDSM中的“主”与“奴”并没有任何直接联系。

### 角色与地位
需要注意的是，T、P和H在女女性行为中仅仅代表的是主動和被動的角色，和她们在感情交往中的角色定位无关，僅和她们在性交中的位置有关。另外，在异性恋和男同性恋中，不会采用T、P和H这样的术语来代表自己在性交中的角色定位。

## 參见
- 女同性戀
- 女陰摩擦
- 女女性行为
- 女女性行为者
- 攻、受、不分